# Rocco Forte Hotels
Rocco Forte Hotels ist eine Hotelmarke, unter der die Rocco Forte & Family PLC  Fünf-Sterne-Hotels betreibt.
Rocco Forte Hotels ist mit 15 Häusern (mit 3 weiteren in Planung) einer der größeren Betreiber von luxuriösen Hotels der Fünfsterneklasse in Europa. Alle Hotels sind Mitglied bei The Leading Hotels of the World.

## Firmengeschichte
Die Firma mit Sitz in London gehört Rocco Forte, dem Sohn von  Baron Charles Forte. Da Rocco Forte die Rechte an dem Namen Forte 1996 verloren hatte, hieß das Unternehmen zunächst RF Hotels und erst seit 2001 Rocco Forte Hotels. Zwischen Juli 2007 und 2010 hieß das Unternehmen The Rocco Forte Collection.
Rocco Forte führt das Unternehmen in London.
Verkaufsbüros werden in London, Rom, Frankfurt, Moskau, Madrid, New York City und Los Angeles unterhalten.

## Standorte

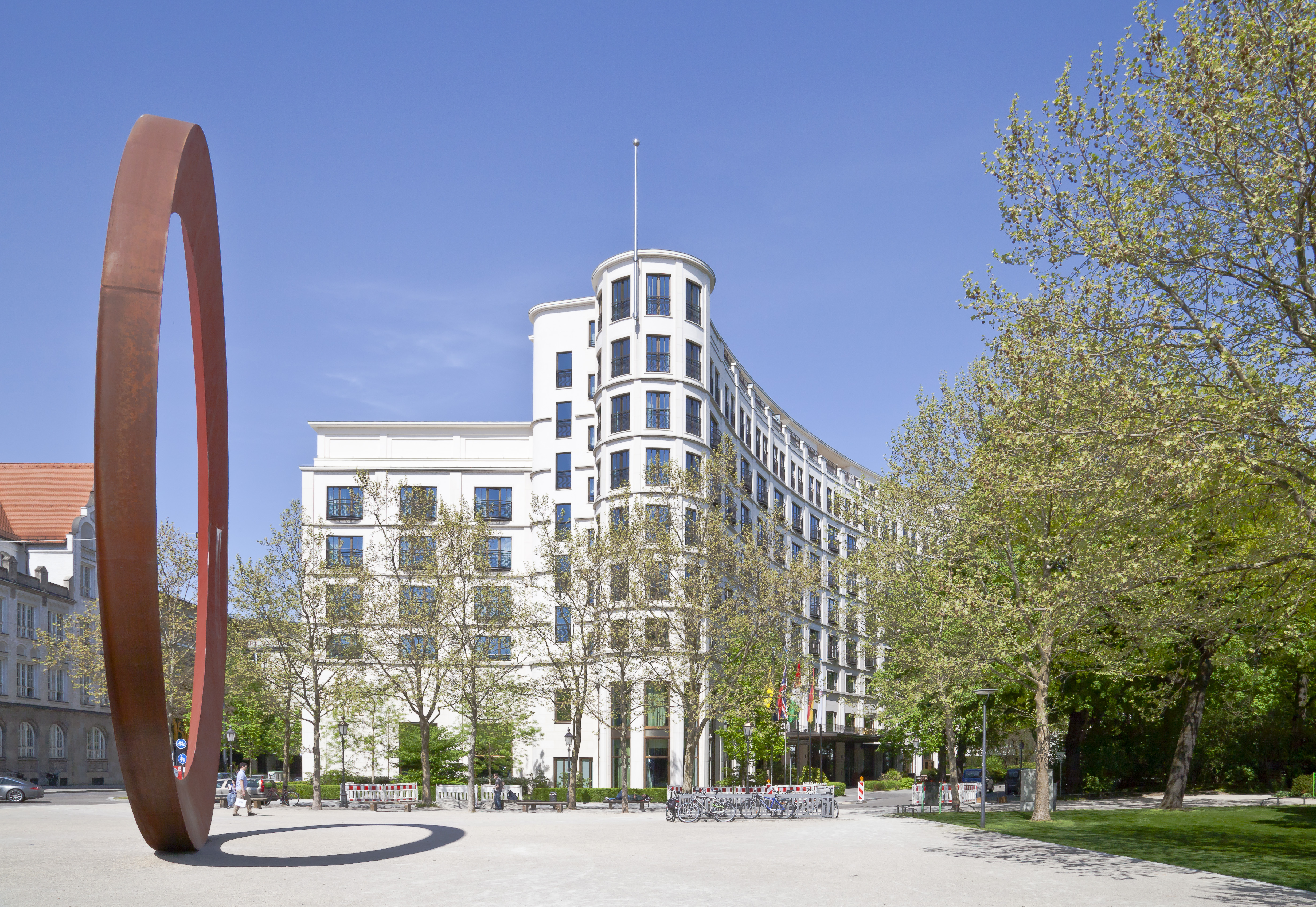
The Charles Hotel in München, ein Haus der Rocco Forte Hotels

Rocco Forte Hotels umfasst 15 Hotels.
Deutschland
- Hotel de Rome in Berlin
- The Charles Hotel in München

Europa
- Balmoral Hotel in Edinburgh
- Brown’s Hotel in London
- Hotel Astoria in Sankt Petersburg

- Hotel de la Ville in Rom
- Hotel de Russie in Rom
- Hotel Savoy Florenz in Florenz
- Masseria Torre Maizza in Apulien
- Rocco Forte House in Rom
- Villa Igiea in Palermo

Das Angleterre Hotel in Sankt Petersburg, Russland, wird ebenfalls von der Rocco Forte & Family PLC betrieben, ist aber kein Rocco Forte Hotel.

## Ausrichtung
Die Hotels haben alle einen individuellen Charakter. Sie gehören zu den Leading Hotels of the World, die deutschen Häuser sind als 5-Sterne-Superior-Hotels von der DEHOGA mit der höchsten Klassifizierung ausgezeichnet.